# Travis Fimmel
Travis Fimmel (Echuca, Victoria, 15 de julio de 1979) es un actor de cine y televisión y modelo australiano.
Saltó a la fama en 2002, por ser la imagen de la campaña de modelaje de ropa interior para Calvin Klein, y atrajo la atención de la industria de la televisión internacional al interpretar el papel protagonista de la serie Vikings (2013), interpretando al legendario rey  nórdico del siglo IX, Ragnar Lothbrok. En el mundo cinematográfico, su primer papel importante fue interpretar a Anduin Lothar en la película Warcraft: El Origen (2016), protagonizando uno de los roles principales.

## Biografía

### Infancia
Fimmel nació el 15 de julio de 1979 y creció en una granja productora de lácteos de 5500 acres en el pequeño pueblo de Lockington, cerca de la localidad de Echuca, Victoria, Australia. 
Es el menor de tres hermanos, hijo de Jennie, trabajadora con personas con discapacidad, y Chris, un ganadero, de ascendencia inglesa y alemana. 
Fimmel, aspirando a ser un jugador profesional de fútbol, se trasladó a Melbourne cuando era un adolescente, para jugar en el club de fútbol St Kilda Football Club de la Australian Football League, pero antes de comenzar la temporada se lesionó la pierna en un accidente. Después de abandonar el fútbol, Fimmel fue aceptado en la Universidad Royal Melbourne Institute of Technology, donde estudió arquitectura comercial e ingeniería por un año, durante el cual por reiterada ausencia a las clases, no pasó ningún curso. Finalmente decidió abandonar sus estudios para viajar. Después de dejar la universidad, voló hacía Londres sólo con la intención de conocer la ciudad, pero terminó viviendo ahí un par de años. Mientras estaba en Reino Unido trabajó en un bar, donde conoció a su agente.

### Aficiones
A Fimmel le gusta practicar deporte y actividades recreativas, incluyendo el AFL, acampar, surfear e ir a la playa. En 2009 participó en un encuentro de críquet, Australia vs Inglaterra, con celebridades como el actor australiano Jesse Spencer (House), Cameron Daddo (Models Inc.), el chef Curtis Stone (Take Home Chef); Garry Gary Beers bajista del grupo INXS y el jugador profesional de críquet Michael Kasprowicz. El equipo vip de Inglaterra contó con la participación de Eric Idle miembro del grupo Monty Python y Nigel Lythgoe quien es juez del programa So You Think You Can Dance.

### Vida privada
En una entrevista con Pittsburg Post-Gazzete, en febrero de 2014, Fimmel dijo que conseguir la popularidad nunca fue un objetivo para él. 

«Solo quiero estar orgulloso de lo que hago, y por desgracia, en este negocio, si lo haces bien, te reconocen un poco. Esa es mi parte menos favorita. Es un trabajo como cualquier otro. Intento hacer algo de dinero y no avergonzarme demasiado a mí mismo mientras lo hago.»
Travis Fimmel, 2014.

## Trayectoria profesional

### Modelo
Empezó en el modelaje cuando fue descubierto entrenando en un gimnasio local en Hawthorn, en los suburbios de Melbourne, por Matthew Anderson, un cazatalentos de la agencia Chadwick Models. En 2002, Fimmel firmó con la agencia L.A. Models, para después convertirse en el primer modelo en el mundo en asegurar un acuerdo de seis cifras para modelar en exclusiva para Calvin Klein durante un año, por lo que lideró la campaña de la fragancia de Calvin Klein Crave y de la marca de ropa interior. por lo que fue nombrado como uno de los Solteros más sexies del mundo por la revista estadounidense People. Incluso se dijo por parte de algunos periodistas, que Fimmel fue la inspiración para el personaje de la serie Sex and the City, Smith Jerrod.
En Londres, un cartel publicitario en donde posaba el actor, fue llevado a juicio por las quejas de un club de automovilistas, que se enfrentaban a la congestión del tráfico y a los accidentes que provocaban las mujeres al pasar frente a la valla publicitaria, pero Fimmel insistió en que la historia comenzó con un rumor difundido en Internet. También apareció en diversas portadas de revistas incluyendo la francesa Numero Homme y la estadounidense TV Guide; así como en los programas Jimmy Kimmel Live!, The Sharon Osbourne Show y Live with Regis and Kathie Lee en 2003.
Fimmel rechazó una oferta propuesta por el canal de televisión australiano, Seven Network, para ser parte del programa Make Me a Supermodel como juez invitado; el motivo de haber rechazado su participación fue porque le gustaría ser conocido más por su carrera como actor que por el modelaje. Ha realizado cameos en vídeos musicales como en Someone to Call My Lover de la cantante Janet Jackson, así como también en el vídeo de la canción I'm Real de Jennifer Lopez.

### Actor
Fimmel no quería ser solo una cara bonita del modelaje, y comenzó clases de interpretación con la profesional Ivana Chubbuck, entrenador de estrellas de Hollywood. Tardó dos años en reunir el valor para presentarse a un casting y cuando por fin lo hizo, protagonizó dos videoclips; uno de Jennifer Lopez y otro con Janet Jackson, y consiguió el papel protagonista en la adaptación televisiva de Tarzán (2003). Más tarde, se hizo con un papel en The Beast (2009), una serie que terminó precipitadamente después de 13 episodios cuando su protagonista Patrick Swayze, falleció en 2009. 
Pero no fue hasta sus 34 años, tras 18 títulos en su currículum filmográfico, que alcanzó la fama como actor, interpretando al rey nórdico, legendario del siglo IX, Ragnar Lothbrok en la serie Vikings para el canal History. Y en 2016 protagonizaría la épica historia basada en el videojuego Warcraft en la gran pantalla, en la película Warcraft: El Origen (2016), interpretando al hombre de Armas de la Hermandad de los Caballeros Anduin Lothar. Después de protagonizar Raised by Wolves por dos temporadas, se anunció en 2022 que protagonizará la serie spinoff Duna: La Hermandad.

## Filmografía

### Cine
| Año  | Título original                      | Título en España                     | Rol               | Director            |
| ---- | ------------------------------------ | ------------------------------------ | ----------------- | ------------------- |
| 2008 | Surfer, Dude                         | Conquistando las olas                | Johnny Doran      | S.R. Bindler        |
| 2008 | Restraint                            | Juegos perversos                     | Ron Beron         | David Denneen       |
| 2010 | Pure Country 2: The Gift             | Pure Country 2: El Don               | Dale Jordan       | Christopher Cain    |
| 2010 | Needle                               | Needle                               | Marcus Rutherford | John V. Soto        |
| 2010 | Ivory                                | Ivory                                | Jake              | Andrew W. Chan      |
| 2010 | The Experiment                       | El experimento                       | Helwig            | Paul Scheuring      |
| 2011 | Supremacy (cortometraje)             | Supremacy (cortometraje)             | Garrett Tully     | Tanya Boyd          |
| 2012 | The Baytown Outlaws                  | The Baytown Outlaws                  | McQueen Oodie     | Barry Battles       |
| 2012 | Harodim                              | Harodim                              | Lazarus Fell      | Paul Finelli        |
| 2015 | Maggie's Plan                        | Maggie's Plan                        | Guy               | Rebecca Miller      |
| 2016 | Warcraft                             | Warcraft: El Origen                  | Anduin Lothar     | Duncan Jones        |
| 2017 | Lean on Pete                         | Lean on Pete                         | Ray               | Andrew Haigh        |
| 2017 | Finding Steve McQueen                | Finding Steve McQueen                | Harry Barber      | Mark Steven Johnson |
| 2019 | Danger close: The battle of Long Tan | Danger Close: La batalla de Long Tan | Mayor Harry Smith | Kriv Stenders       |
| 2020 | Here Are the Young Men               | Here Are the Young Men               | Presentador de TV | Eoin Macken         |
| 2022 | One Way                              | One Way                              | Will              | Andrew Baird        |
| 2023 | Kandahar                             | Operación Kandahar                   | Roman Chalmers    | Ric Roman Waugh     |

| (IMDb.com) |

### Televisión
| Año           | Título original      | Personaje             | Observaciones                  |
| ------------- | -------------------- | --------------------- | ------------------------------ |
| 2003          | Tarzan               | John Clayton / Tarzán | Serie. 9 episodios             |
| 2005          | Rocky Point          | Taj Walters           | Serie. 1 episodio              |
| 2006          | Southern Comfort     | Bobby                 | Película                       |
| 2009          | The Beast            | Ellis Dove / Carlson  | Serie. 13 episodios            |
| 2010          | Chase                | Mason Boyle           | Serie. 2 episodios             |
| 2012          | Outlaw Country       | Feron                 | Película                       |
| 2012          | BlackBox             | Ted                   | Serie                          |
| 2013-17       | Vikingos             | Ragnar Lothbrok       | Principal, serie, 45 episodios |
| 2020-presente | Raised by Wolves     | Marcus                | Principal, serie, 10 episodios |
| 2022          | That Dirty Black Bag | Anderson              | Serie. 8 episodios             |
| 2024          | Dune: Prophecy       | Desmond Hart          | Principal, serie, 6 episodios  |